# Lágymányosi Dohánygyár
A Lágymányosi Dohánygyár megszűnt dohányipari üzem volt Budapest XI. kerületében.

## Története
A 19. század második felében végbemenő magyar nagyipari fejlődés során számtalan gyár épült Budapest és más magyar városok területén. Nem voltak kivételek a dohánygyárak sem. A Lágymányosi Dohánygyár 1910-ben épült fel a mai Karinthy Frigyes út – Budafoki út – Október huszonharmadik út által közrefogott telken. A terveket Zobel Lajos készítette.
A gyár 55 éven keresztül működött. 1965-ben szűnt meg benne a gyártás, ez volt a legtovább működő budapesti dohánygyár. Épületeiben napjainkban Budapest Főváros Kormányhivatala Földhivatali Főosztálya működik.

## Képtár

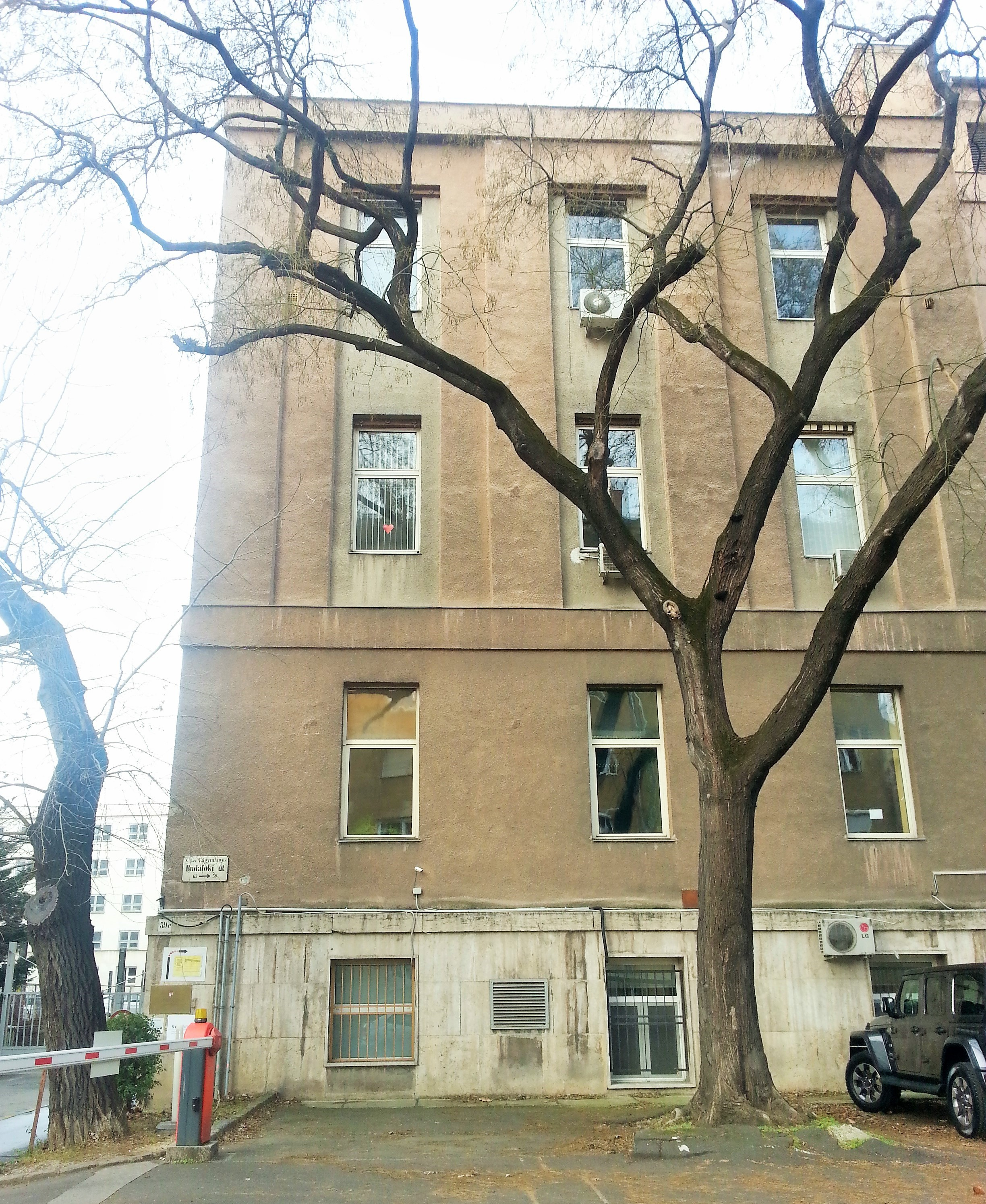
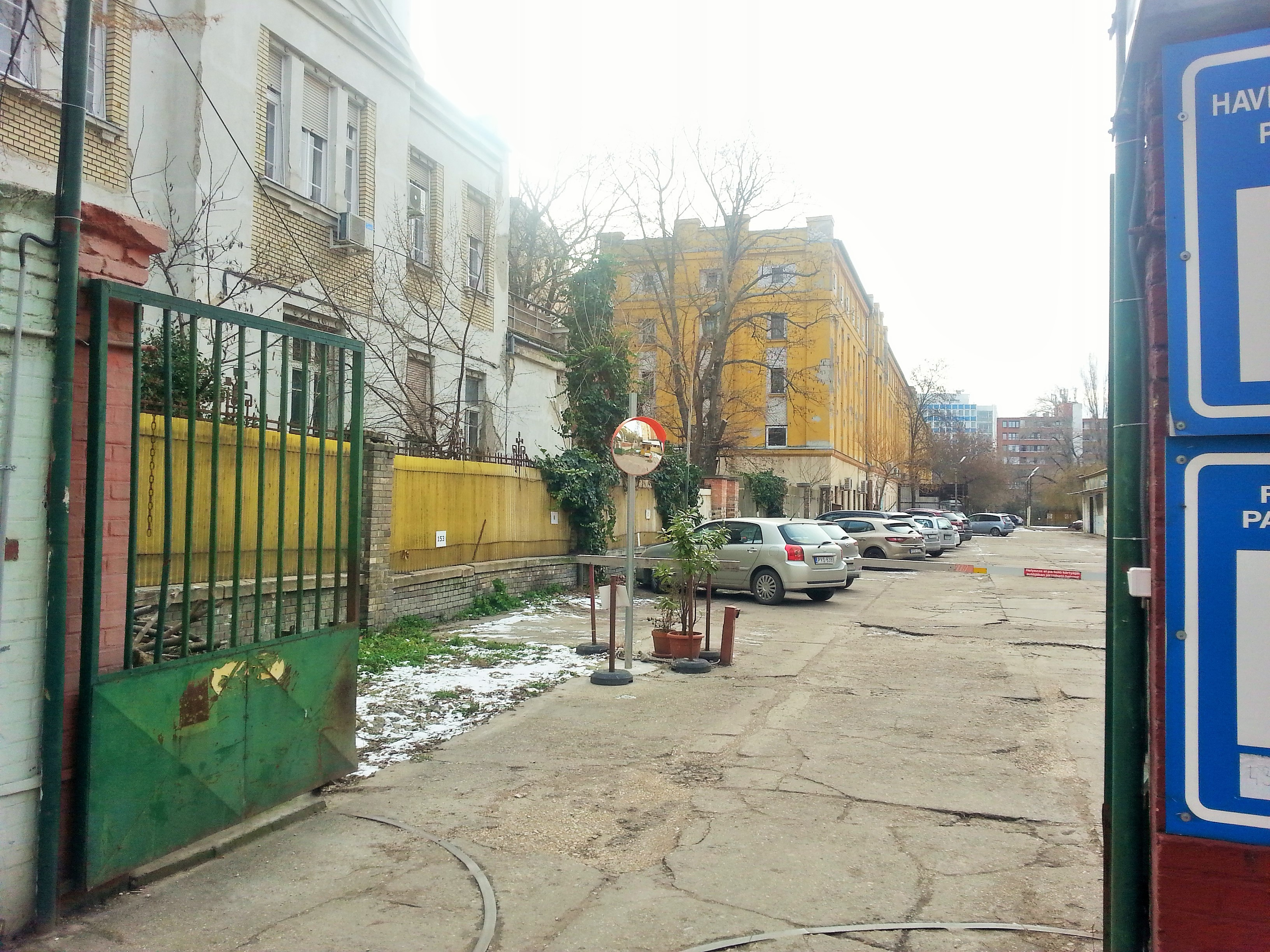
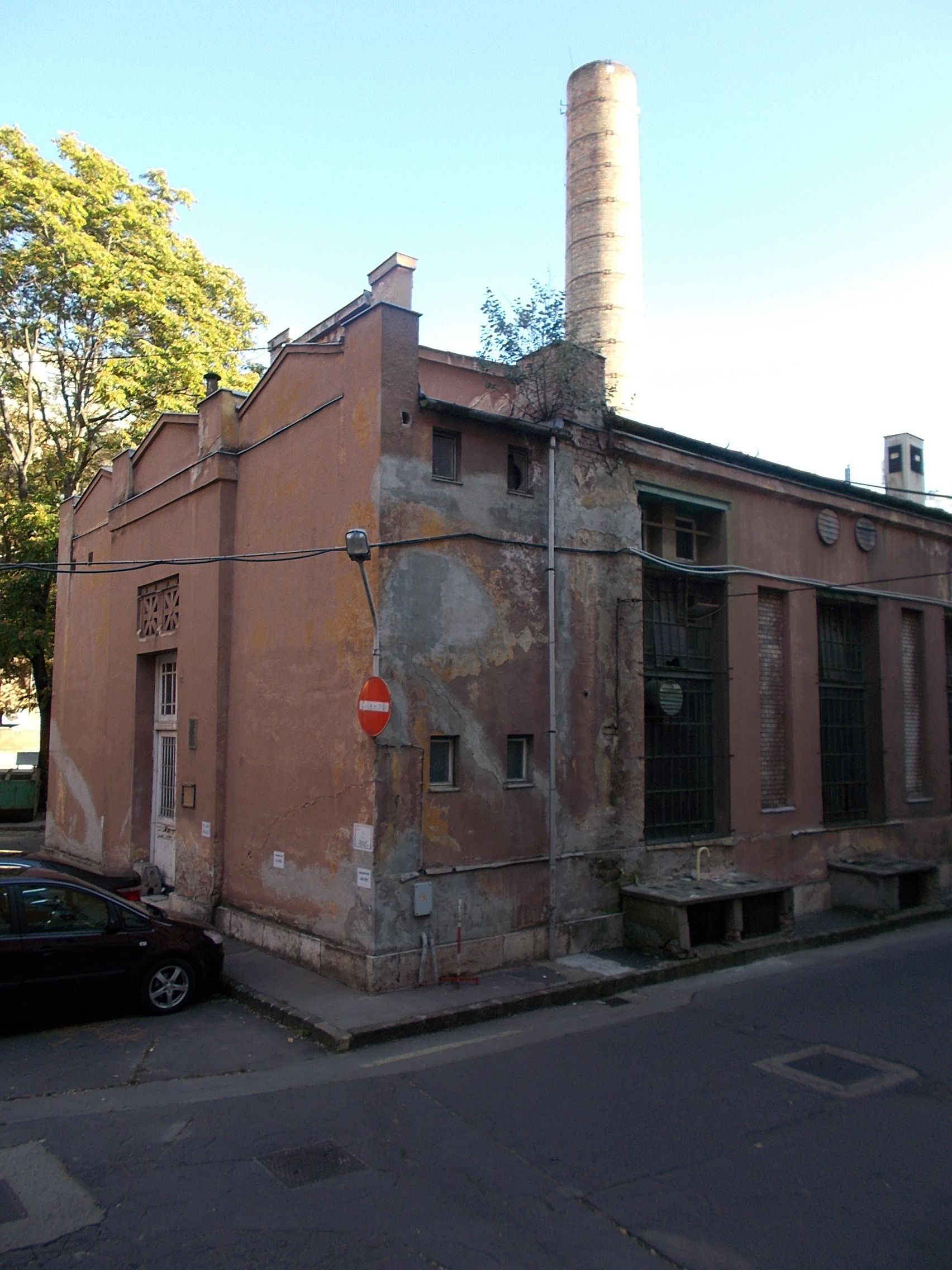
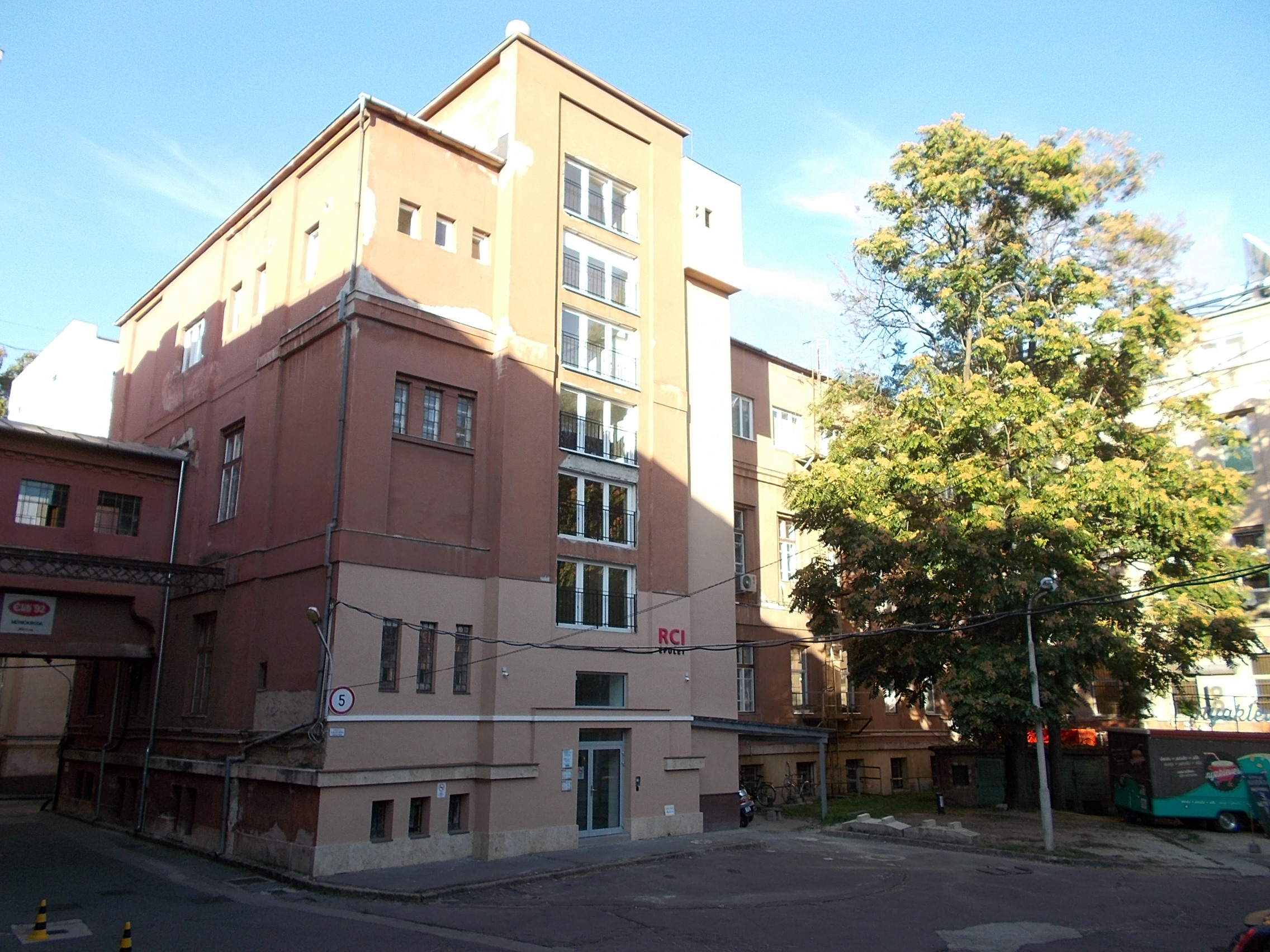
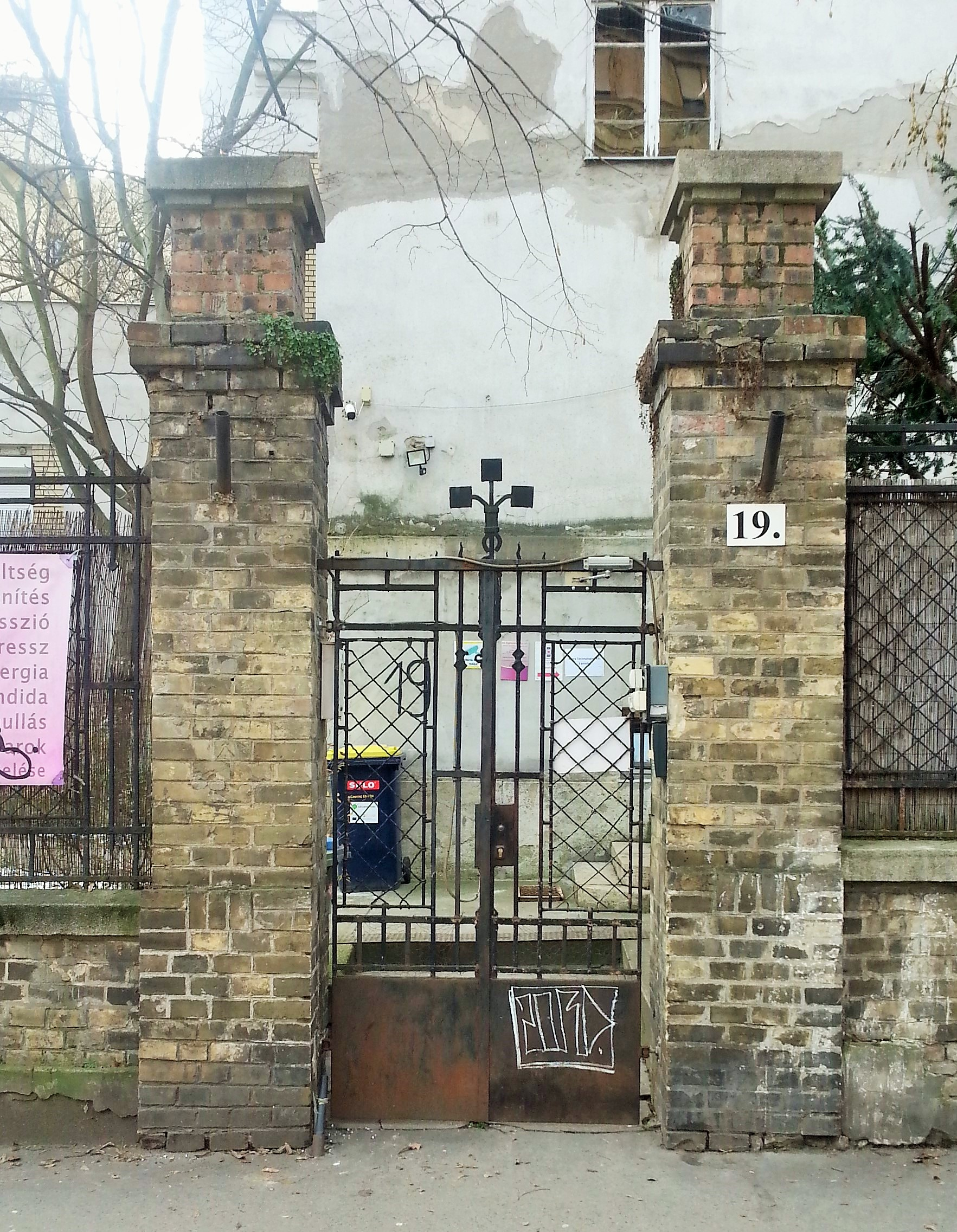
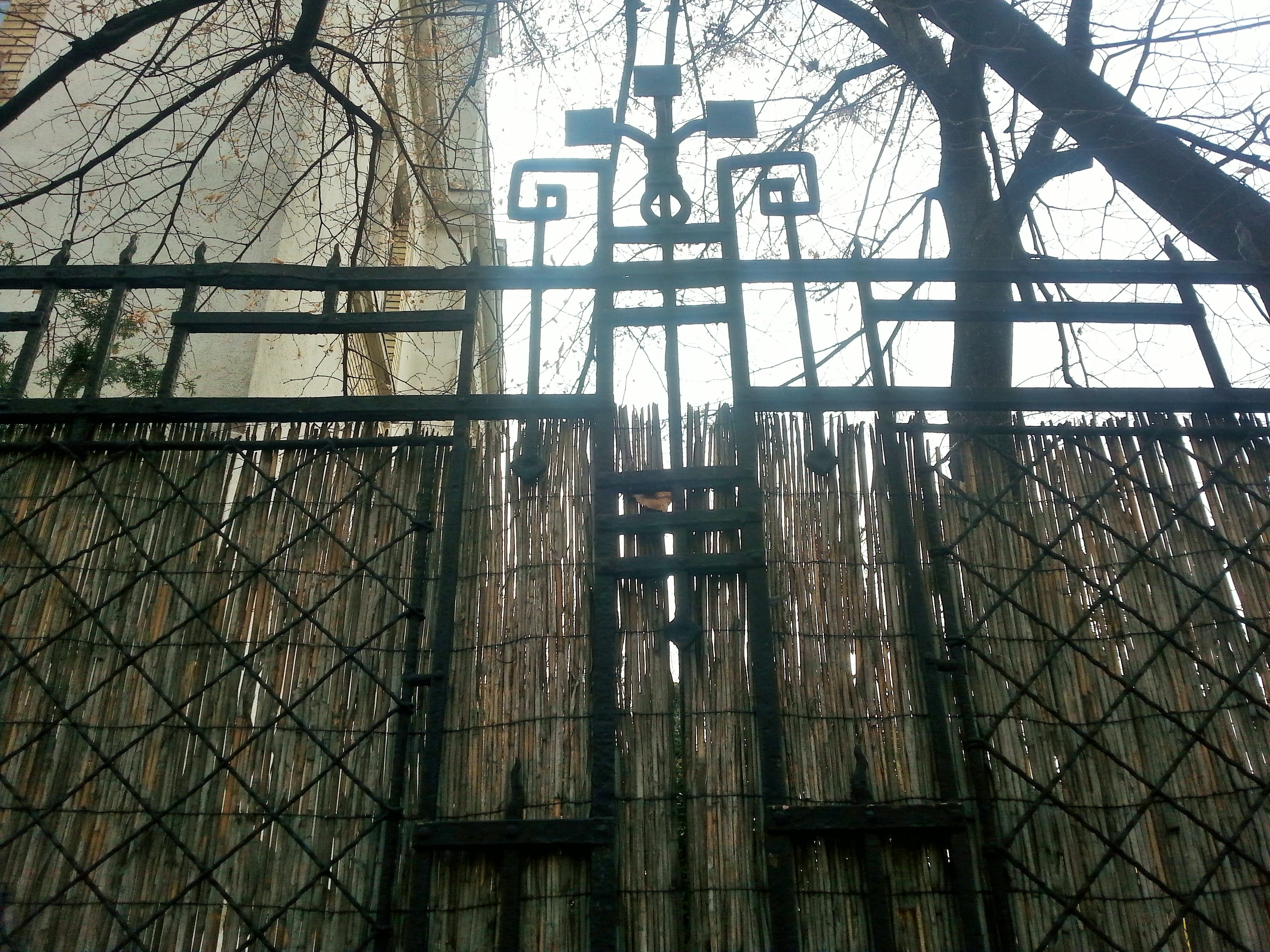

## Régi térképábrázolások
- 1937-es Budapest térkép
- 1945-ös Budapest térkép

## További irodalom
- https://villamosok.hu/balazs/teher/ipvgk/dohany/index.html